# کوئباس دل آلمانسورا
کوئباس دل آلمانسورا (به اسپانیایی: Cuevas del Almanzora) دهستانی در استان آلمریای اسپانیا است.
در این دهستان ۱۱۴۸۴ نفر زندگی می‌کنند. مساحت این دهستان ۲۶۴٫۷۵ کیلومتر مربع است.